# Bejjur
Bejjur là một mandal thuộc Asifabad, bang Telangana, Ấn Độ.